# 貨幣状湿疹
貨幣状湿疹（かへいじょうしっしん、英: Nummular dermatitis, Discoid eczema）は、形状によって分類された湿疹の一つである。

## 症状
境界が明瞭でその形状が貨幣状・円形・類円形の形をとる湿疹である。典型的には、紅色の丘疹からはじまりそれが拡大してできる。はじめに下腿に発症すること多く、四肢、体幹部に拡大していく。単発がほとんどであり、感染症ではないため伝染はしない。発症メカニズムは単一ではないが、若年者ではアトピー性皮膚炎、中年以降では乾皮症・皮脂欠乏性湿疹に併発しやすい。乾燥が原因の場合は秋から冬にかけて悪化し、春から夏にかけて軽快する。歯周病などの細菌感染、口腔金属アレルギーの症状である場合もある。掻痒は非常に強い場合がある。治療が不十分な場合、自家感作性皮膚炎に発展し、全身に湿疹が出現する。

## 鑑別診断
接触皮膚炎が疑われた場合には、湿疹の炎症が落ち着いてから被疑物質によるパッチテスト（貼付試験）を行う。
タムシとの鑑別のためKOH検査（直接鏡検法、苛性カリ法。皮膚表面をこすって採取した検体をKOH液で溶解し、顕微鏡で菌を観察する皮膚真菌検査）が、乾癬やBowen病との鑑別のためには皮膚生検が、必要に応じて行われる。

## 治療
外用剤としてステロイド剤が使われる。その他、痒みが強い場合は抗アレルギー薬の内服を行う。皮膚の乾燥が症状を悪化させるため、十分な保湿を行うこと、入浴時ナイロン製タオル等でこすらないこと、浴槽湯温を39度程度に下げること、また血行が良くなると痒みが増すことから、アルコールや香辛料の摂取を控えるよう指導する。